# Christlieb Ehregott Gellert

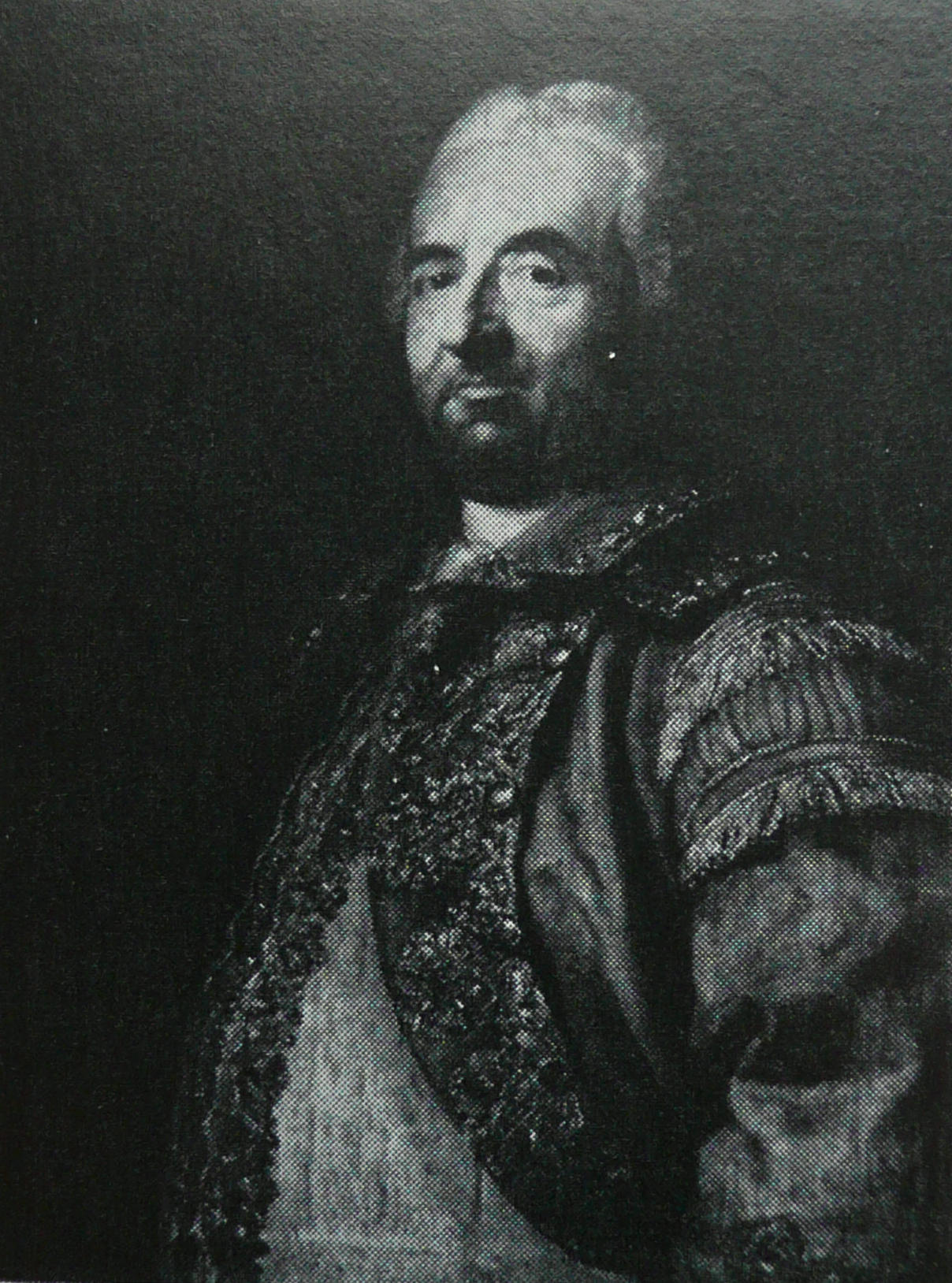
Christlieb Ehregott Gellert (1713–1795)

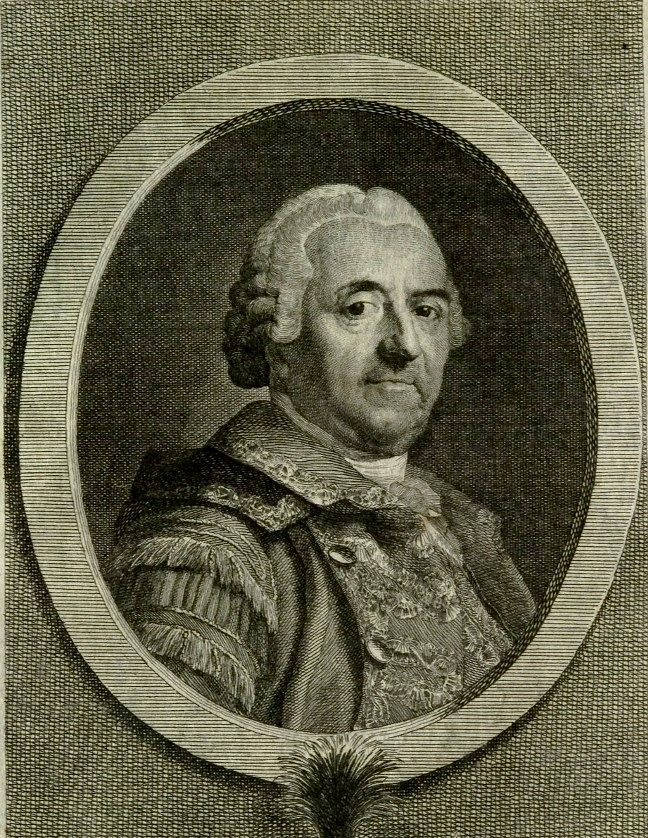
Christlieb Ehregott Gellert

Christlieb Ehregott Gellert (* 11. August 1713 in Hainichen; † 18. Mai 1795 in Freiberg) war ein deutscher Metallurge und Mineraloge.

## Leben
Gellert entstammte einer Pfarrersfamilie, sein jüngerer Bruder war der Dichter und Philosoph Christian Fürchtegott Gellert.
Nach seiner Ausbildung an der Fürstenschule St. Afra in Meißen studierte er Naturwissenschaften an der Universität Leipzig. 1735 ging Gellert nach Sankt Petersburg und war dort unter anderem an der Kaiserlichen Akademie der Wissenschaften auf dem Gebiet der Chemie und Physik tätig. Er war Mitglied der Petersburger Akademie. 1744 verließ er St. Petersburg.
Bei seiner Rückkehr nach Sachsen blieb die erhoffte Professur in Leipzig oder Wittenberg aus. Gellert ging nach Freiberg, wo er vom Oberbergamt mit vielfältigen Aufgaben auf dem Gebiet der Chemie und Hüttenkunde betraut wurde und als Nachfolger von Johann Friedrich Henckel Hüttenleute in metallurgischer Chemie unterrichtete. Gellert galt als der bedeutendste Metallurge, so dass an seinen Vorlesungen auch zahlreiche Zuhörer aus dem Ausland teilnahmen.

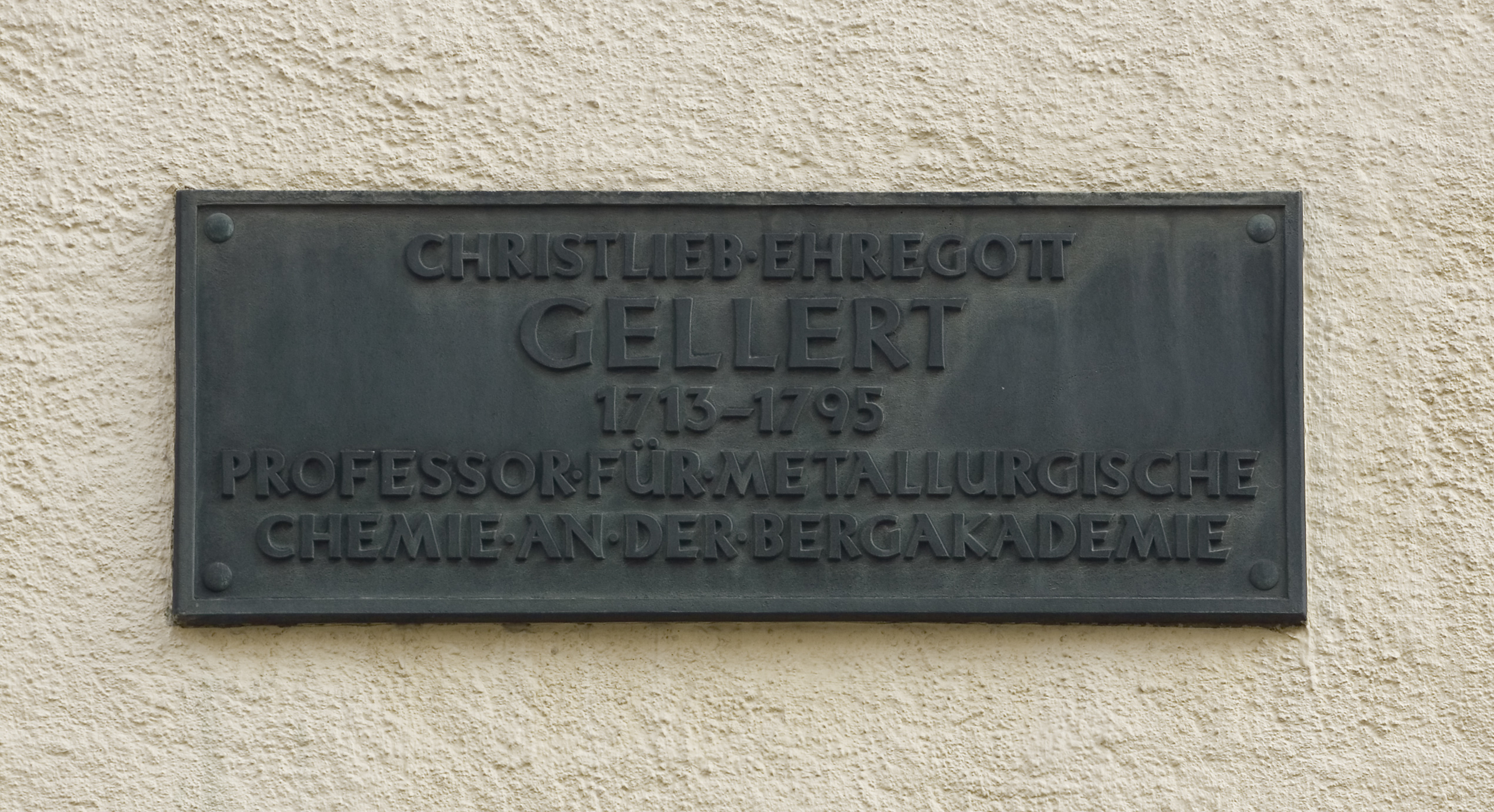
Gedenktafel an seinem Haus in Freiberg

1753 erfolgte seine Berufung als Kommissionsrat beim Oberbergamt und ihm wurde die Aufsicht über die Bergwerksmaschinen übertragen. Ebenfalls oblag ihm die Prüfung der Schmelzprozesse wie auch die Untersuchung von Mineralien. Mit der Gründung der Bergakademie Freiberg im Jahr 1765 übernahm Gellert den Lehrstuhl für Metallurgie, Chemie und Probierkunst, den er bis zu seinem Tod innehatte.
Gellert führte viele Verbesserungen bei der Arbeit der Freiberger Hütten ein, die bedeutendste war die technisch groß angelegte kalten Amalgamation (Fässeramalgamation) von Silbererzen in Europa; die Anlage auf der Halsbrücker Hütte wurde zwischen 1787 und 1790 errichtet und war als Halsbrücker Amalgamierwerk 67 Jahre ununterbrochen in Betrieb.
Für sein Wirken wurde er 1782 mit dem Titel Bergrat geehrt.

## Veröffentlichungen
- Anfangsgründe der Probierkunst (Deutsche Übersetzung von Johann Andreas Cramers Elementa artis docimasticae), Stockholm 1746
- Anfangsgründe zur Metallurgischen Chimie: In einem theoretischen und practischen Theile nach einer in der Natur gegründeten Ordnung, Leipzig 1750; 2. Auflage Leipzig 1776
- Anfangsgründe zur Probierkunst: als der Zweyte Theil zur practischen Metallurgischen Chimie, Leipzig 1755